# Johannes Leusmann

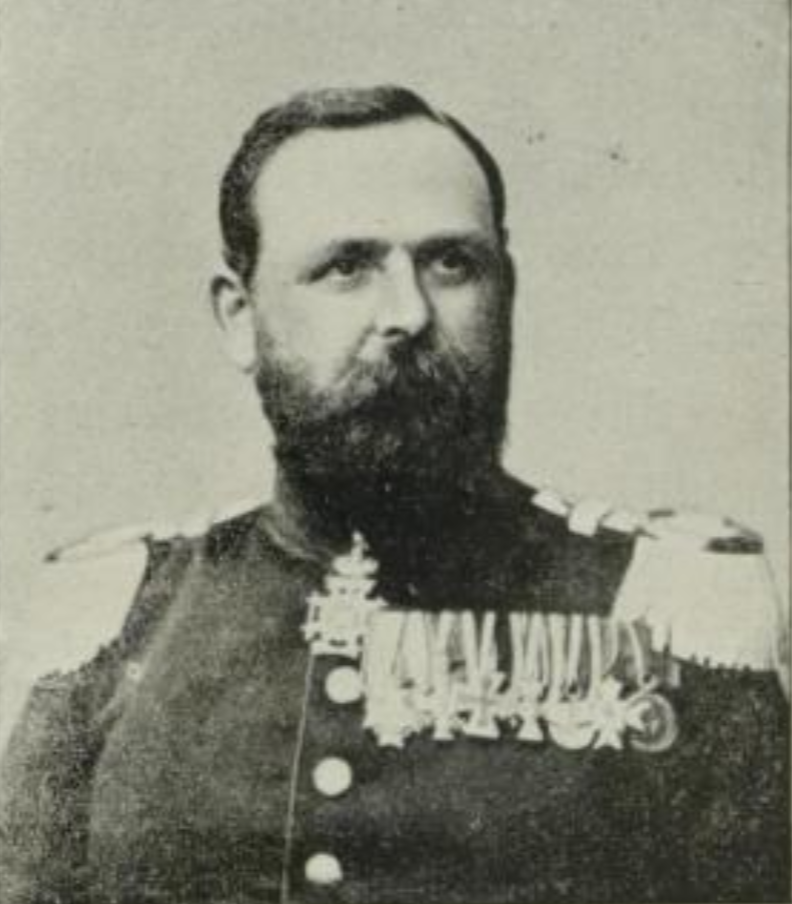
Johannes Leusmann

Johann Adolf Wilhelm Leusmann (* 1835 in Groß-Brunsrode bei Braunschweig; † 17. Juli 1895 in Leipzig) war ein sächsischer Generalleutnant.

## Leben
Leusmann trat im frühen Alter in österreichische Dienste und wurde 1854 zum Unterleutnant ernannt. Bei Anfang des Krieges gegen Sardinien und Frankreich wurde ihm das Patent zum Oberleutnant verliehen. Bei der Mobilmachung anlässlich des Krieges gegen Preußen avancierte Leusmann zum Hauptmann und wurde durch seine ungewöhnlichen, militärischen Kenntnisse als Ordonnanzoffizier in das große Hauptquartier des Feldzeugmeisters Ludwig von Benedek befehligt. Nach der Niederlage von Österreich wechselte er aufgrund sich ändernder militärischer Verhältnisse im Frühjahr 1867 in sächsische Dienste, wo er als Kompaniechef der 11. Kompanie des in Wurzen stationierten III. Bataillons des 8. Infanterie-Regiment „Prinz Johann Georg“ Nr. 107 angestellt wurde. Anlässlich der Mobilmachung gegen Frankreich im Juli 1870 rückte er mit seiner Kompanie an die Front und machte nahezu alle Schlachten und Gefechte mit, ohne je selbst verletzt zu werden. Er konnte sich unter anderem an der Spitze beim Sturm auf Gravelotte auszeichnen und wurde im Laufe des Krieges auch als Bataillonskommandeur des I. und III. Bataillons des Regiments verwendet. Leusmann wurde für seine Verdienste im Krieg mit dem Ritterkreuz des Militär-St.-Heinrichs-Ordens, dem Ritterkreuz des Albrechtsordens mit Kriegsdekoration und dem Eisernen Kreuz II. Klasse ausgezeichnet.
Er kehrte im Herbst 1871 nach Sachsen zurück und wurde am 27. Januar 1874 zum Major unter gleichzeitiger Verwendung als Bataillonskommandeur des III. Bataillons im Regiment. Er wurde in dieser Eigenschaft am 12. September 1879 zum Oberstleutnant befördert. Nach weiterer Beförderung zum Oberst im Jahre 1882 wurde er zunächst Regimentskommandeur des 7. Infanterie-Regiment „König Georg“ Nr. 106 und nach Vermehrung des sächsischen Armeekorps zum Regimentskommandeur des in Döbeln stationierten 11. Königlich Sächsischen Infanterie-Regiment Nr. 139, nachdem er kurz vorher mit dessen Aufstellung beauftragt wurde. 1888 avancierte er zum Generalmajor und Kommandeur der 4. Infanterie-Brigade Nr. 48 und wurde unter Genehmigung seines Abschiedsgesuches am 30. Juni 1892 unter Verleihung des Charakters eines Generalleutnants und dem Komturkreuz I. Klasse des Albrechtsordens zur Disposition gestellt. Bis zu seinem Lebensende betätigte er sich als Militärschriftsteller. Er wurde auf dem Leipziger Südfriedhof begraben.